# Aniba coto
Aniba coto är en lagerväxtart som först beskrevs av Henry Hurd Rusby, och fick sitt nu gällande namn av Kostermans. Aniba coto ingår i släktet Aniba och familjen lagerväxter. Inga underarter finns listade i Catalogue of Life.